# Tregoubovia atentaculata
Tregoubovia atentaculata är en nässeldjursart som beskrevs av Picard 1958. Tregoubovia atentaculata ingår i släktet Tregoubovia och familjen Hydractiniidae. Inga underarter finns listade i Catalogue of Life.